# Patchwork

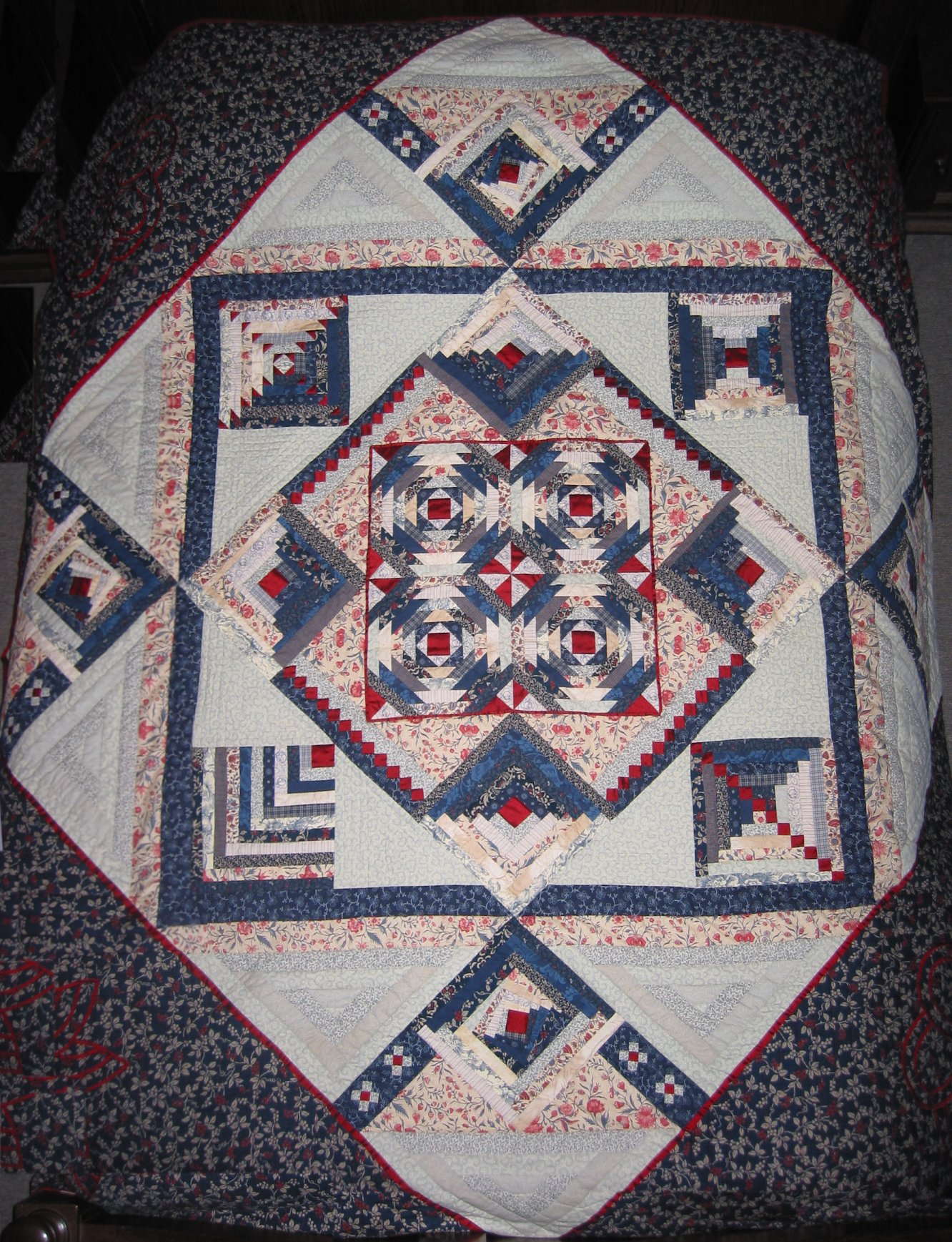
Dessus de lit en patchwork

Un patchwork est une technique de couture qui consiste à assembler plusieurs morceaux de tissus de tailles, formes et couleurs différentes pour réaliser différents types d'ouvrages.
Le patchwork peut être utilisé pour réaliser plusieurs types d'objets ou d'éléments de literie comme les courtepointes, notamment en Amérique du Nord.
Par analogie, le mot s'emploie aussi pour un assemblage d'éléments hétéroclites. Exemple : un patchwork de populations.

## Histoire
La réalisation du patchwork avait d'abord un but pratique de réutilisation de fragments de tissu divers issus de découpes nécessaires pour d'autres travaux.
On a trouvé des représentations très anciennes en Inde et en Égypte. La tradition rapporte[réf. nécessaire] que ce sont les croisades qui ont apporté en Italie et dans le sud de la France cette technique trouvée en Palestine.
Développée en Grande-Bretagne à la fin du XVIIIe siècle, elle se développa aux États-Unis à l'occasion de la forte immigration britannique au début du XIXe siècle. Au contact des « anglaises », les femmes amish furent intéressées par ce mode de récupération qui correspondait exactement aux principes de vie de leur communauté. Les patchwork amish réalisés avec des tissus unis et souvent sombres, chutes des tissus traditionnellement utilisés, constituent un style particulier de l'art du patchwork et sont très recherchés.
Du côté de l'Asie, la technique ne semble jamais s'être éteinte. La technique historique du sashiko japonais, datant de l’ère Edo, et illustrée par certaines gravures, montre l’utilisation ancienne du rapiéçage et de la broderie pour prolonger l’utilisation des vêtements. En Inde et au Pakistan, par exemple, il reste encore des artisans réalisant des patchworks de type mola ou broderie perse avec de l'appliqué collé : le Ralli quilt des bords du désert du Thar.

## Technique

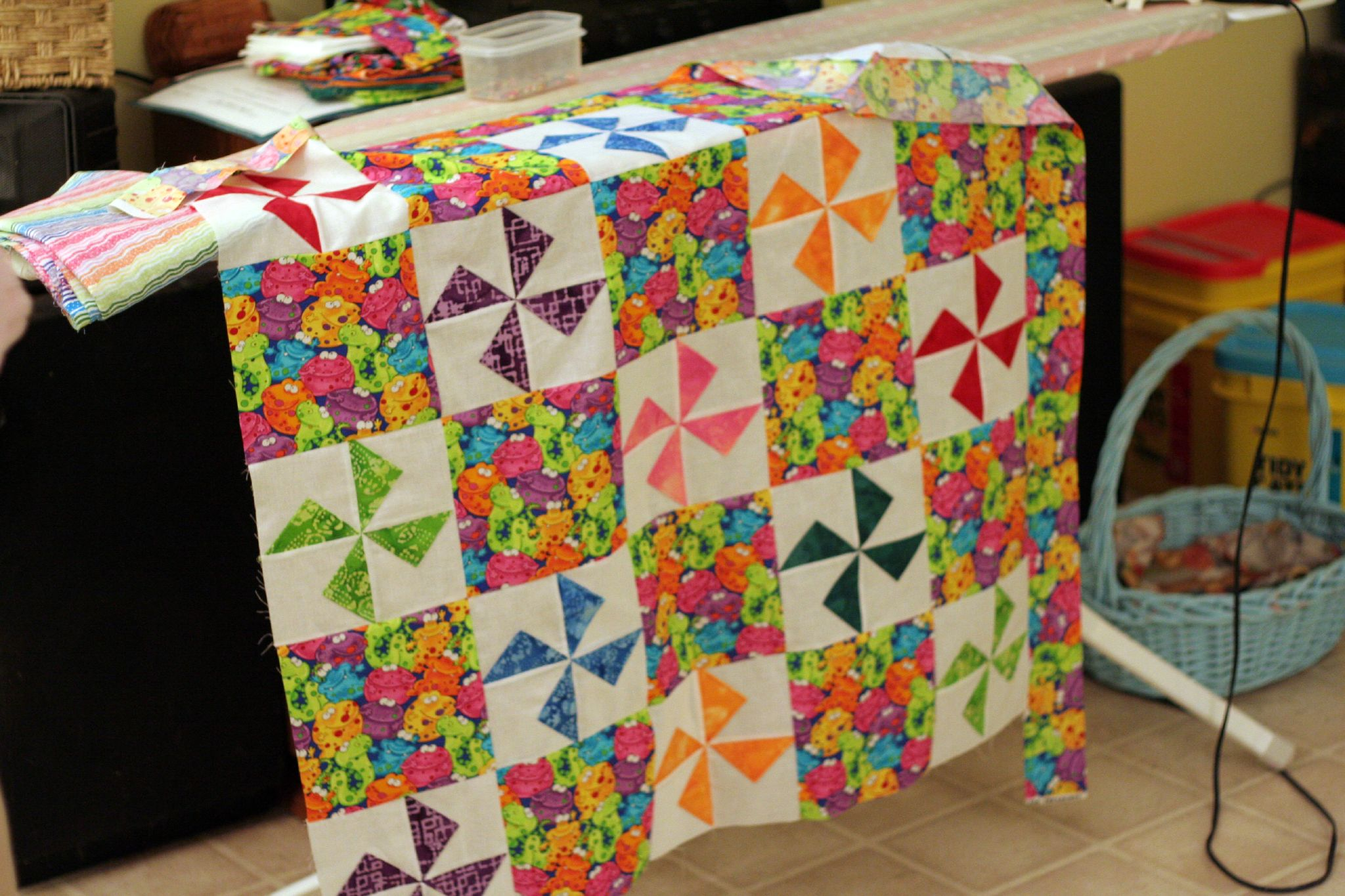
Patchwork non fini pour bébé en couleurs vives

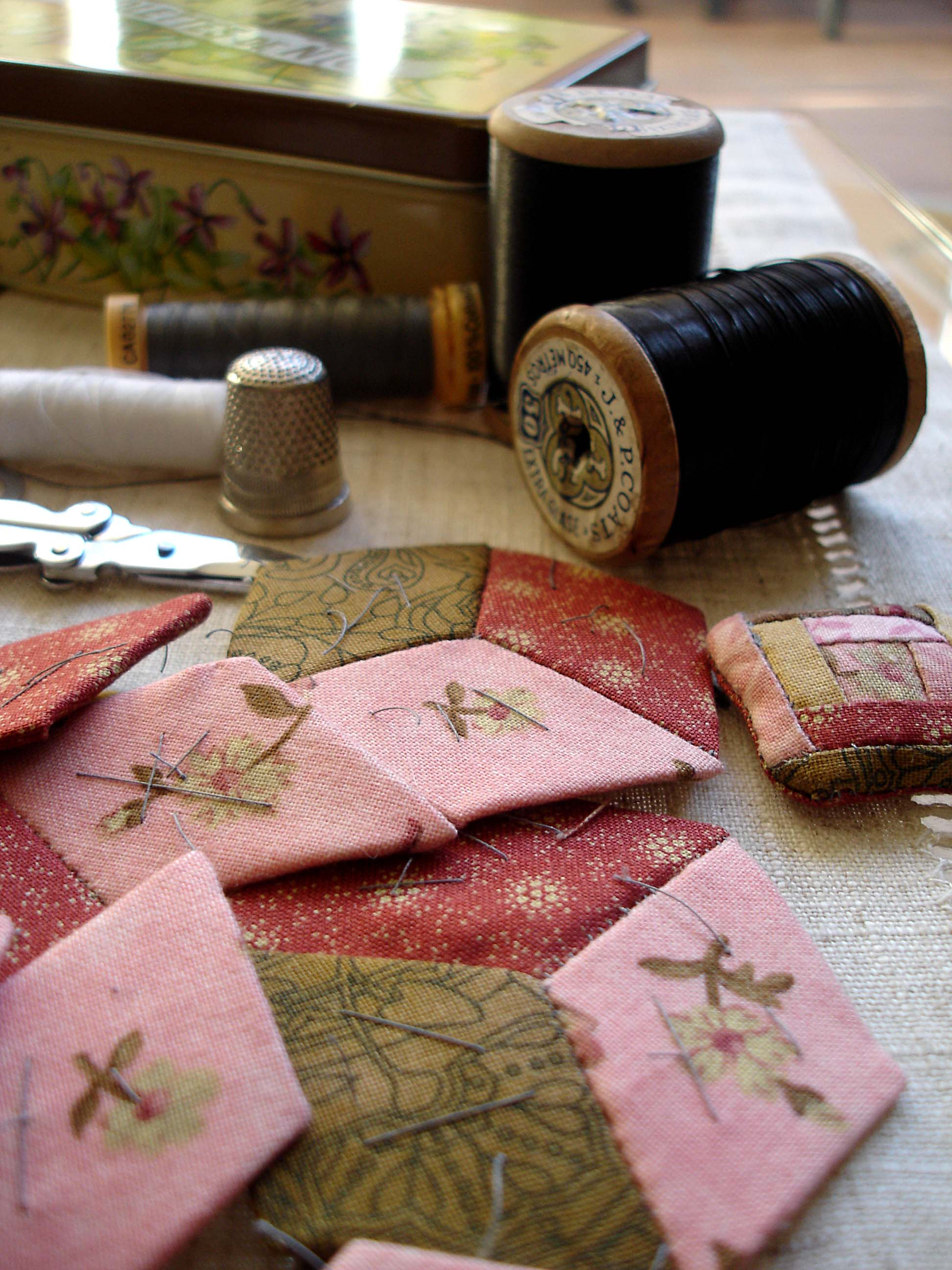
Début d'un patchwork

### Technique générale
Un patchwork est dit « piécé » lorsque les morceaux sont cousus entre eux et « appliqué » lorsque les morceaux sont superposés. La surface continue ainsi obtenue peut servir à la base de couverture, d'habillement, de panneau mural décoratif.
Les étapes de réalisation d'un patchwork sont :
- l'assemblage précédé de la découpe des éléments pour les ajuster et constituer ainsi une pièce de la taille désirée ;
- la couture des pièces entre elles ;
- le matelassage qui consiste à coudre ensemble la surface du patchwork et une doublure entre lesquelles on insère une couche de molleton. La couture se fait à l'aide de points selon des tracés décoratifs et donnant un relief à l'ensemble fini. La technique de ce piquage se rapproche de celle du piqué provençal ou du piqué marseillais.

C'est le nom de ce piquage (quilting en anglais) qui a donné le nom anglo-américain de quilt à l'assemblage de ces tissus.

### Types de patchwork
Certains types d'assemblage portent des noms spécifiques :
- le mola dit aussi appliqué inversé où les couches sont creusées pour faire apparaître la couleur en dessous ;
- le sampler composé de blocs tous différents ;
- le crazy utilise des pièces aux formes irrégulières sans références aux motifs traditionnels et où les coutures entre les pièces sont souvent brodées ;
- le seminole utilise des pièces obtenues par la découpe à 45° ou 60° d'un assemblage de bandes parallèles de différents tissus : le résultat s'apparente à l'habit d'Arlequin ;
- le sashiko parfois simple broderie, parfois assemblage de pièces à motifs japonais mais où, surtout, la couleur du fil de quilting doit être en contraste avec le tissu.

Néanmoins, dans cet art textile, on trouve souvent des œuvres composites qui peuvent être de véritables tableaux figuratifs ou non et alliant un fond d'éléments assemblés complétés par des pièces appliquées cousues ou même collées. Tout l'art de la finition réside aussi dans les motifs et les points utilisés pour le quilting qui doit mettre en valeur les pièces assemblées.
Le patchwork, particulièrement en Europe, évolue également vers l'art textile contemporain. De nombreuses expositions internationales lui sont consacrées.

### Motifs traditionnels (blocs)
Ils sont assez nombreux. En voici quelques-uns :
- patte d'ours ;
- échelle de Jacob ;
- étoile de l'Ohio ;
- panier ;
- manteau de Joseph ;
- cabane de rondins (log cabin) ;

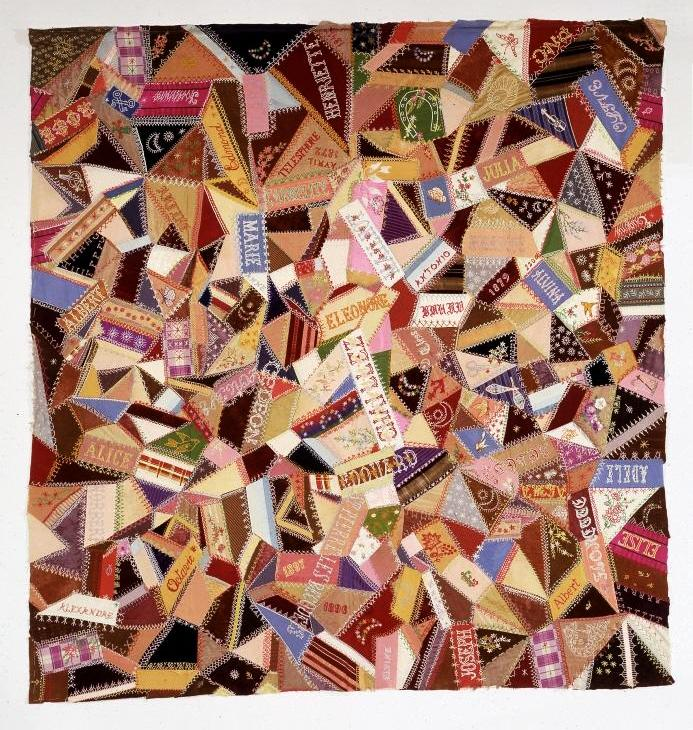
Pointe folle

- assiette de Dresde (Dresden plate) ;
- vol d'oies ;
- chemin de l'ivrogne ;
- jardin de grand-mère (tapis mendiants de La Réunion) ;
- chaîne irlandaise.